# LAME
LAME è un software open source usato per codificare file audio in formato MP3. Il nome LAME è l'acronimo ricorsivo di LAME Ain't an MP3 Encoder (letteralmente LAME non è un encoder MP3), riferito alla sua meno recente storia quando non era ancora un encoder ma solo una serie di patch.

## Nome
Un tempo, LAME era semplicemente una serie di patch sul codice di dimostrazione delle norme ISO, distribuite separatamente. Per questa ragione non era un encoder per intero. Il codice ISO aveva una licenza restrittiva, ma era disponibile gratuitamente.
Nel maggio del 2000 il LAME project reimplementò l'ultima parte di codice sorgente ISO, e così LAME fu completamente implementato come compilatore. Le recenti versioni del software non dipendono più dal codice sorgente ISO.
Di recente le release di LAME non sono più delle patch del codice ISO, LAME è ora un MP3 encoder per intero, ma il nome originale è rimasto.

## Storia e sviluppo

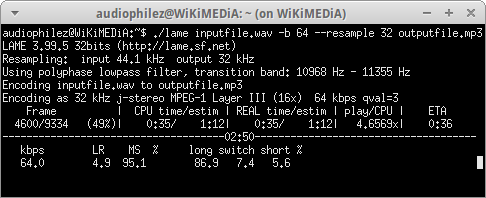
LAME v3.99.5

Lo sviluppo di LAME ebbe inizio attorno al 1998. Mike Cheng iniziò a scrivere il codice come serie di modifiche contro le sorgenti encoder "8hz-MP3". Venne creato così LAME 1.0.
Dopo alcune obiezioni sulla qualità sollevate da alcuni utenti, decise di iniziare di nuovo dal codice base sul codice sorgente "dist10". Il suo scopo era solo quello di velocizzare i sorgenti dist10, e lasciare intatta la sua qualità. Il piccolo progetto prese un'altra strada e iniziò a diventare un'alternativa alla sorgente di riferimento. Nacque Lame 2.0 che presto si trasformò da progetto a progetto in team.
Mike Cheng infine lasciò la leadership del progetto e iniziò a lavorare su tooLAME (un encoder MP2). Mark Taylor prese la leadership e cercò di aumentare sempre la qualità in rapporto alla velocità, e venne distribuita la versione 3.0 che incluse gpsycho, un nuovo modello di psicoacustica che sviluppò. Questo passaggio segnò l'inizio di un rinnovamento verso la qualità.

## Diritto e questioni legali
Come tutti gli encoder MP3, LAME implementa alcune tecnologie coperte da brevetto di proprietà della Fraunhofer society ed altre entità. Gli sviluppatori di LAME non sono sottoposti alle licenze delle tecnologie brevettate. Distribuire il codice binario di Lame, le sue librerie o programmi derivati da LAME negli stati che riconoscono questi brevetti può essere considerato reato.
Il codice stesso di LAME dovrebbe essere considerato come una descrizione di un encoder MP3, perciò non infrange nessuna licenza di per sé. Allo stesso modo, gli sviluppatori consigliano di ottenere una licenza d'uso per le tecnologie che LAME implementa.